# Maouri Windi
Maouri Windi ist ein Weiler im Arrondissement Niamey IV der Stadt Niamey in Niger.

## Geographie
Der Weiler liegt im ländlichen Gemeindegebiet von Niamey an einem Trockental. Zu den umliegenden Siedlungen zählen der Weiler Tondi Kiré im Nordosten, der Weiler Kouara Béri im Südosten und das Dorf Kongou Gonga im Südwesten.
Die Maouri sind eine ethnische Gruppe, die in der Landschaft Aréoua in Südwest-Niger ansässig ist. Windi bezeichnet in der Sprache Songhai-Zarma den Wohnsitz einer Großfamilie, der aus mehreren kleinen Behausungen besteht.

## Bevölkerung
Bei der Volkszählung 2012 hatte Maouri Windi 667 Einwohner, die in 78 Haushalten lebten. Bei der Volkszählung 2001 betrug die Einwohnerzahl 293 in 45 Haushalten.